# サキス・ルーヴァス
サキス・ルーヴァス（ギリシャ語:Σάκης Ρουβάς、1972年1月5日 - ）は、ギリシャの歌手である。

## 来歴
- 1991年、アルバム『Sakis Rouvas』でデビュー。
- 2004年、ユーロビジョン・ソング・コンテストにギリシャ代表として出場（Shake It）、3位入賞。
- 2005年、ワールド・ミュージック・アワードで、World's Best-Selling Greek Artist of 2004 を受賞。
- 2006年、ユーロビジョン・ソング・コンテストのホストを務めた。
- 2009年、ユーロビジョン・ソング・コンテストに再び出場（This Is Our Night）、7位。
- 2010年、MTV Europe Music Awardsで、Best Greek Act を受賞。
- 2014年、ワールド・ミュージック・アワードで、Greek Legend (Honorary award) を受賞[1]。

## 人物
- ギリシャで最初のダンス・ポップ・パフォーマーだと言われている。
- ギリシャの音楽賞である Arion Music Awards で6冠。
  - en:List of awards and nominations received by Sakis Rouvasも参照
- グラビアアイドルとしても活動しており、雑誌の表紙でヌード写真も披露していた[2]。
- ギリシャ国内では、ペプシ社のCMのイメージキャラクターを長い間務めていた[3]。
- 元体操選手である。

## ディスコグラフィー

### スタジオ・アルバム
- Sakis Rouvas (1991)
- Min Andistekese (1992)
- Gia Sena (1993)
- Aima, Dakrya & Idrotas (1994)
- Tora Arhizoun Ta Dyskola (1996)
- Kati Apo Mena (1998)
- 21os Akatallilos (2000)
- Ola Kala (2002)
- To Hrono Stamatao (2003)
- S'eho Erotefth (2005)
- Iparhi Agapi Edo (2006)
- Irthes (2008)
- Parafora (2010)

### ライブ・アルバム
- Live Ballads (2006)
- This Is My Live (2007)